# Nam Gia Nghĩa
Nam Gia Nghĩa là một phường thuộc tỉnh Lâm Đồng, Việt Nam.

## Lịch sử
Ngày 16 tháng 6 năm 2025, Ủy ban Thường vụ Quốc hội ban hành Nghị quyết số 1671/NQ-UBTVQH15 về việc sắp xếp các đơn vị hành chính cấp xã của tỉnh Lâm Đồng năm 2025 (có hiệu lực từ ngày 1 tháng 7 năm 2025). Trong đó, hợp nhất các phường Nghĩa Phú, phường Nghĩa Tân và xã Đắk R’Moan thành phường Nam Gia Nghĩa.

## Địa lý
Phường Nam Gia Nghĩa có vị trí địa lý:
- Phía Bắc giáp xã Trường Xuân
- Phía Nam giáp phường Đông Gia Nghĩa
- Phía Đông giáp phường Bắc Gia Nghĩa
- Phía Tây giáp xã Nhân Cơ

Phường có diện tích 80,58 km², dân số năm 2025 là 23.650 người, mật độ dân số đạt 293 người/km².